# Officium (musikalbum)
Officium från 1994 är ett musikalbum med den norske saxofonisten Jan Garbarek och The Hilliard Ensemble. Skivan blev en stor försäljningsframgång och har sålt i över 1,5 miljoner exemplar.

## Låtlista
Upphovsmännen är okända om inget annat anges.
1. Parce mihi domine (Cristóbal de Morales) – 6:43
2. Primo tempore – 8:04
3. Sanctus – 4:45
4. Regnantem sempiterna – 5:36
5. O salutaris hostia (Pierre de La Rue) – 4:35
6. Procedentem sponsum – 2:50
7. Pulcherrima rosa – 6:56
8. Parce mihi domine (Cristóbal de Morales) – 5:36
9. Beata viscera (Perotinus) – 6:34
10. De spineto nata rosa – 2:31
11. Credo – 2:07
12. Ave maris stella (Guillaume Dufay) – 4:14
13. Virgo flagellatur – 5:20
14. Oratio Ieremiae – 5:01
15. Parce mihi domine (Cristóbal de Morales) – 6:53

## Medverkande
- Jan Garbarek – sopran- och tenorsax
- The Hilliard Ensemble (spår 1–13, 15)
  - David James – countertenor
  - Rogers Covey-Crump – tenor
  - John Potter – tenor
  - Gordon Jones – baryton

## Listplaceringar i Norden
| Lista (1994) | Topplacering |
| ------------ | ------------ |
| Sverige      | 24           |
| Norge        | 17           |